# ㅌ
ㅌ (reviderad romanisering: tieut, hangul: 티읕) är den tolfte bokstaven i det koreanska alfabetet. Den är en av fjorton grundkonsonanter.